# آلاجه
آلاجه (به ترکی استانبولی: Alaca) شهری است در کشور ترکیه که در استان چوروم واقع شده‌است. جمعیت این شهر بر اساس سرشماری سال ۲۰۰۸ میلادی ۲۲٬۳۷۳ نفر و بر اساس برآوردهای سال ۲۰۰۹ میلادی ۲۲٬۱۵۶ نفر می‌باشد.